# Atif Obaid
Dr. Atif Muhammad Obaid (Arabisch: عاطف محمد عبيد, ʿĀtif Muḥammad ʿUbayyid, Egyptisch-Arabisch: ʿAtif Muḥammad ʿAbaid) (Tanta, 14 april 1932 – 12 september 2014) was minister-president van Egypte van oktober 1999 tot juli 2004. Hij volgde Kamal Ganzouri op.
Obaid studeerde aan de Universiteit van Caïro en behaalde een doctoraat in de bedrijfskunde aan de Universiteit van Illinois te Urbana-Champaign. Hij diende als minister van Binnenlandse Ontwikkeling in het kabinet Sidki en vervolgens als minister van Ruimtelijke Ordening in het kabinet Ganzouri. 
In 1999 werd Obaid minister-president. Hij werd op 14 juli 2004 opgevolgd door Ahmed Nazif.